# Anthony Grey (9e comte de Kent)
Anthony Grey (1557 – 9 novembre 1643) est comte de Kent de 1639 à sa mort.
Il est un fils de George Grey et de Margery, fille de Gérard Salvaine de Croxdale. George est apparemment le seul fils de Anthony Grey de Brancepeth, un fils de George Grey, 2e comte de Kent, par sa seconde épouse Catherine, fille de William Herbert, 1er comte de Pembroke.
En 1639, il succède à son cousin au deuxième degré, Henry Grey (8e comte de Kent). Henry est un arrière-petit-fils de Henry Grey, 4e comte de Kent, un autre fils du 2e comte.
Prêtre dans l'Église d'Angleterre, Grey est recteur à Aston Flamville et plus tard Burbage.

## Famille
Il épouse Madeleine, fille de Guillaume Purefoy de Caldecote par Catherine Wigston.
Ils ont douze enfants, tous nés à Burbage:
- Grâce (29 avril 1593 – ). Mariée à James Ward de Hugglescote Grange Leicestershire
- Henry Grey (10e comte de Kent) (24 novembre 1594 – 28 mai 1651).
- Madeleine (14 novembre 1596 – septembre 1668). Mariée à John Browne
- Christian (8 mai 1598 – 5 juin 1681). Mariée avec Théophile Burdett, recteur de Burton Overy, en 1626.
- Faithmyjoye (1599-1602).
- Priscilla (1601-1644).
- Patience (née en 1603). Mariée à un homme de la famille Wood.
- John (avril 1605 – septembre 1605).
- Job (né en 1606), recteur de Burbage et South Kilworth (Leicestershire)
- Théophile (1608 – 30 mars 1679)
- Nathaniel/Nathaniell (1613 – 9 mai 1683).
- Presela (née en 1615).